# Scottish Premier League w piłce siatkowej mężczyzn (2024/2025)
Scottish Premier League 2024/2025 − 56. sezon ligowych mistrzostw Szkocji w piłce siatkowej zorganizowany przez stowarzyszenie Scottish Volleyball. Rozpoczął się 28 września 2024 roku i trwał do 3 maja 2025 roku.
W Premier League uczestniczyło osiem drużyn. Do najwyższej klasy rozgrywkowej dołączył mistrz Division One – South Ayrshire. Rozgrywki składały się z fazy zasadniczej oraz fazy play-off. W fazie zasadniczej zespoły rozegrały ze sobą po dwa mecze. Cztery najlepsze drużyny awansowały do fazy play-off, która obejmowała półfinały, mecz o 3. miejsce oraz finały.
Po raz 15. mistrzem Szkocji został zespół City of Glasgow Ragazzi, który w finałach fazy play-off pokonał NUVOC. Trzecie miejsce zajęły ex aequo zespoły City of Edinburgh oraz Edinburgh Jets Bears.

## System rozgrywek
Scottish Premier League w sezonie 2024/2025 składała się z fazy zasadniczej oraz fazy play-off.

### Faza zasadnicza
W fazie zasadniczej drużyny rozegrały ze sobą po dwa spotkania systemem kołowym (mecz u siebie i rewanż na wyjeździe). Cztery najlepsze zespoły awansowały do fazy play-off. Drużyna, która zajęła 7. miejsce, trafiła do baraży, natomiast ta, która fazę zasadniczą zakończyła na 8. miejscu, spadła do niższej ligi.

### Faza play-off
Faza play-off składała się z półfinałów, meczu o 3. miejsce oraz finałów.
Pary półfinałowe powstały na podstawie miejsc zajętych przez poszczególne zespoły w fazie zasadniczej według klucza:
- para 1: 1-4;
- para 2: 2-3.

Drużyny w parach rozegrały dwumecz. O awansie decydowała liczba zdobytych punktów. Za zwycięstwo 3:0 lub 3:1 drużyna otrzymywała 3 punkty, za zwycięstwo 3:2 – 2 punkty, za porażkę 2:3 – 1 punkt, natomiast za porażkę 1:3 lub 0:3 – 0 punktów. Jeżeli w dwumeczu oba zespoły miały taką samą liczbę punktów, rozgrywany był tzw. złoty set grany do 15 punktów z konieczną przewagą dwóch punktów jednej z drużyn. Gospodarzem pierwszego meczu w parze był zespół, który w fazie zasadniczej zajął niższe miejsce.
Zwycięzcy półfinałów awansowali do finałów, natomiast przegrani rozegrali jeden mecz o 3. miejsce. Gospodarzem meczu o 3. miejsce była drużyna, która fazę zasadniczą zakończyła na wyższym miejscu.
W finałach obowiązywały zasady analogiczne co w półfinałach, z tym że gospodarzem pierwszego meczu był zespół, który w fazie zasadniczej zajął wyższe miejsce, a drugie spotkanie odbyło się na neutralnym terenie. Zwycięzca finałów został mistrzem Szkocji.

### Baraże
W barażach zespół, który zajął 8. miejsce w fazie zasadniczej, grał jeden mecz z drużyną, która zakończyła rozgrywki w Division One na 2. miejscu.

### Kryteria ustalenia pozycji w tabeli
O kolejności w tabeli decydowały następujące kryteria:
1. liczba punktów (3:0 i 3:1 – 3 punkty dla zwycięzcy, 0 punktów dla przegranego; 3:2 – 2 punkty dla zwycięzcy, 1 punkt dla przegranego),
2. liczba zwycięstw,
3. stosunek setów,
4. stosunek małych punktów,
5. liczba zwycięstw w bezpośrednich meczach,
6. liczba wygranych setów w bezpośrednich meczach,
7. liczba zdobytych małych punktów w bezpośrednich meczach.

## Drużyny uczestniczące
W szkockiej Premier League w sezonie 2024/2025 uczestniczyło 8 zespołów. W porównaniu z poprzednim sezonem do rozgrywek dołączył mistrz Division One – South Ayrshire.
| Scottish Premier League 2024/2025                                                     | Scottish Premier League 2024/2025 |
| ------------------------------------------------------------------------------------- | --------------------------------- |
| City of Glasgow Ragazzi                                                               | 1                                 |
| City of Edinburgh                                                                     | 2                                 |
| Edinburgh Jets Bears                                                                  | 3                                 |
| NUVOC                                                                                 | 4                                 |
| Volleyball Aberdeen Vortex                                                            | 5                                 |
| Edinburgh University                                                                  | 6                                 |
| Glasgow Mets                                                                          | 7                                 |
| Awans z Division One                                                                  |                                   |
| South Ayrshire                                                                        | 1                                 |
| Oznaczenia: - kolumna druga – miejsce zajęte przez daną drużynę w poprzednim sezonie. |                                   |

### Awanse i spadki
| Poz. | Spadek z Premier League 2023/2024 |
| ---- | --------------------------------- |
| 8.   | Dundee                            |

| Poz. | Awans z Division One 2023/2024 |
| ---- | ------------------------------ |
| 1.   | South Ayrshire                 |

## Hale sportowe
| Drużyna                    | Hala sportowa                      | Miejscowość | *     |
| -------------------------- | ---------------------------------- | ----------- | ----- |
| City of Edinburgh          | Queensferry High School            | Queensferry |       |
| City of Glasgow Ragazzi    | Coatbridge High School             | Coatbridge  |       |
| Edinburgh Jets Bears       | Edinburgh College – Granton Campus | Edynburg    | [ a ] |
| Edinburgh Jets Bears       | Forrester High School              | Edynburg    | [ a ] |
| Edinburgh University       | Pleasance Sports Complex & Gym     | Edynburg    | [ b ] |
| Edinburgh University       | James Gillespie's High School      | Edynburg    | [ b ] |
| Edinburgh University       | St Leonard's Land                  | Edynburg    | [ b ] |
| Edinburgh University       | St Augustine's High School         | Edynburg    | [ b ] |
| Glasgow Mets               | ARC Health and Wellbeing           | Glasgow     | [ c ] |
| Glasgow Mets               | Park Villa Community Sports Hub    | Glasgow     | [ c ] |
| NUVOC                      | Liberton High School               | Edynburg    | [ d ] |
| NUVOC                      | Forrester High School              | Edynburg    | [ d ] |
| South Ayrshire             | Prestwick Academy                  | Prestwick   |       |
| Volleyball Aberdeen Vortex | Aberdeen Grammar School            | Aberdeen    | [ e ] |
| Volleyball Aberdeen Vortex | Get Active @ Beacon                | Aberdeen    | [ e ] |
| Źródło:                    |                                    |             |       |

Uwaga: Wszystkie mecze 1. kolejki fazy zasadniczej zostały rozegrane w Edinburgh College – Granton Campus, natomiast drugi mecz finałowy odbył się w University of Glasgow Sport Stevenson Building w Glasgow.
| EdynburgCity of · Glasgow · RagazziVolleyball Aberdeen VortexGlasgow · MetsSouth Ayrshire Lokalizacja głównych obiektów sportowych | City of EdinburghEdinburgh Jets BearsNUVOCEdinburgh University Lokalizacja głównych obiektów sportowych drużyn z Edynburga |

## Faza zasadnicza

### Tabela wyników
| Gospodarz \ Gość1          | RAG | CoE | EJB | NUVOC | VA  | EU  | MET | AYR |
| -------------------------- | --- | --- | --- | ----- | --- | --- | --- | --- |
| City of Glasgow Ragazzi    | -   | 3:0 | 3:1 | 3:0   | 3:0 | 3:1 | 3:1 | 3:1 |
| City of Edinburgh          | 1:3 | -   | 3:1 | 3:2   | 3:1 | 3:2 | 3:0 | 3:0 |
| Edinburgh Jets Bears       | 0:3 | 2:3 | -   | 3:1   | 3:2 | 3:2 | 3:2 | 3:0 |
| NUVOC                      | 1:3 | 1:3 | 2:3 | -     | 3:0 | 3:2 | 3:1 | 3:0 |
| Volleyball Aberdeen Vortex | 0:3 | 1:3 | 1:3 | 0:3   | -   | 0:3 | 2:3 | 0:3 |
| Edinburgh University       | 0:3 | 3:2 | 3:2 | 0:3   | 3:1 | -   | 1:3 | 3:1 |
| Glasgow Mets               | 1:3 | 3:1 | 2:3 | 0:3   | 3:1 | 0:3 | -   | 3:1 |
| South Ayrshire             | 2:3 | 1:3 | 3:2 | 1:3   | 3:2 | 0:3 | 3:0 | -   |

Źródło: 
1 Drużyna gospodarzy jest wymieniona po lewej stronie tabeli.
Uwagi: Oba mecze między NUVOC a Volleyball Aberdeen Vortex odbyły się w Liberton High School w Edynburgu.
Kolory:
  zwycięstwo gospodarzy 3:0 lub 3:1
  zwycięstwo gospodarzy 3:2
  zwycięstwo gości 3:0 lub 3:1
  zwycięstwo gości 3:2

### Terminarz i wyniki spotkań
| WYNIKI SPOTKAŃ | WYNIKI SPOTKAŃ | WYNIKI SPOTKAŃ             | WYNIKI SPOTKAŃ                          | WYNIKI SPOTKAŃ             | WYNIKI SPOTKAŃ                     | WYNIKI SPOTKAŃ |
| Data | Godz.          | Gospodarz                  | Rezultat                                | Gość                       | Hala sportowa                      | *              |
| --- | -------------- | -------------------------- | --------------------------------------- | -------------------------- | ---------------------------------- | -------------- |
| 1. KOLEJKA |                |                            |                                         |                            |                                    |                |
| 28.09.2024 | 12:00          | Volleyball Aberdeen Vortex | 0:3 (9:25, 12:25, 12:25)                | City of Glasgow Ragazzi    | Edinburgh College – Granton Campus | [ 6 ]          |
| 28.09.2024 | 18:00          | Edinburgh Jets Bears       | 2:3 (21:25, 24:26, 28:26, 25:13, 20:22) | City of Edinburgh          | Edinburgh College – Granton Campus | [ 7 ]          |
| 28.09.2024 | 9:00           | NUVOC                      | 3:2 (25:19, 25:15, 18:25, 24:26, 17:15) | Edinburgh University       | Edinburgh College – Granton Campus | [ 8 ]          |
| 28.09.2024 | 15:00          | Glasgow Mets               | 3:1 (25:20, 20:25, 25:23, 25:11)        | South Ayrshire             | Edinburgh College – Granton Campus | [ 9 ]          |
| 2. KOLEJKA |                |                            |                                         |                            |                                    |                |
| 5.10.2024 | 10:00          | City of Glasgow Ragazzi    | 3:0 (30:28, 25:22, 25:18)               | NUVOC                      | Coatbridge High School             | [ 10 ]         |
| 5.10.2024 | 15:00          | City of Edinburgh          | 3:0 (25:21, 25:18, 25:23)               | Glasgow Mets               | Queensferry High School            | [ 11 ]         |
| 5.10.2024 | 12:45          | Volleyball Aberdeen Vortex | 0:3 (15:25, 24:26, 21:25)               | Edinburgh University       | Aberdeen Grammar School            | [ 12 ]         |
| 5.10.2024 | 12:00          | Edinburgh Jets Bears       | 3:0 (25:22, 25:23, 25:11)               | South Ayrshire             | Edinburgh College – Granton Campus | [ 13 ]         |
| 3. KOLEJKA |                |                            |                                         |                            |                                    |                |
| 19.10.2024 | 14:15          | Glasgow Mets               | 1:3 (25:20, 13:25, 23:25, 21:25)        | City of Glasgow Ragazzi    | Park Villa Community Sports Hub    | [ 14 ]         |
| 19.10.2024 | 14:15          | NUVOC                      | 1:3 (17:25, 23:25, 26:24, 20:25)        | City of Edinburgh          | Liberton High School               | [ 15 ]         |
| 19.10.2024 | 13:00          | South Ayrshire             | 3:2 (25:10, 24:26, 17:25, 25:14, 15:12) | Volleyball Aberdeen Vortex | Prestwick Academy                  | [ 16 ]         |
| 19.10.2024 | 15:00          | Edinburgh University       | 3:2 (25:19, 22:25, 20:25, 25:22, 15:13) | Edinburgh Jets Bears       | Pleasance Sports Complex           | [ 17 ]         |
| 4. KOLEJKA |                |                            |                                         |                            |                                    |                |
| 26.10.2024 | 12:00          | City of Glasgow Ragazzi    | 3:1 (19:25, 25:17, 25:17, 25:22)        | South Ayrshire             | Coatbridge High School             | [ 18 ]         |
| 26.10.2024 | 12:00          | City of Edinburgh          | 3:2 (24:26, 27:25, 25:17, 22:25, 15:9)  | Edinburgh University       | Queensferry High School            | [ 19 ]         |
| 26.10.2024 | 12:00          | Volleyball Aberdeen Vortex | 2:3 (16:25, 21:25, 25:16, 25:14, 3:15)  | Glasgow Mets               | Get Active @ Beacon                | [ 20 ]         |
| 26.10.2024 | 14:45          | Edinburgh Jets Bears       | 3:1 (25:23, 25:19, 18:25, 25:20)        | NUVOC                      | Forrester High School              | [ 21 ]         |
| 5. KOLEJKA |                |                            |                                         |                            |                                    |                |
| 2.11.2024 | 14:30          | Edinburgh University       | 0:3 (14:25, 17:25, 18:25)               | City of Glasgow Ragazzi    | Pleasance Sports Complex           | [ 22 ]         |
| 2.11.2024 | 13:00          | South Ayrshire             | 1:3 (14:25, 23:25, 27:25, 18:25)        | City of Edinburgh          | Prestwick Academy                  | [ 23 ]         |
| 2.11.2024 | 13:00          | NUVOC                      | 3:0 (27:25, 25:20, 32:30)               | Volleyball Aberdeen Vortex | Liberton High School               | [ 24 ]         |
| 2.11.2024 | 14:15          | Glasgow Mets               | 2:3 (25:23, 25:19, 19:25, 19:25, 12:15) | Edinburgh Jets Bears       | Park Villa Community Sports Hub    | [ 25 ]         |
| 6. KOLEJKA |                |                            |                                         |                            |                                    |                |
| 23.11.2024 | 10:00          | City of Glasgow Ragazzi    | 3:1 (25:18, 25:19, 21:25, 25:20)        | Edinburgh Jets Bears       | Coatbridge High School             | [ 26 ]         |
| 1.03.2025 | 12:00          | City of Edinburgh          | 3:1 (23:25, 25:20, 25:11, 25:20)        | Volleyball Aberdeen Vortex | Queensferry High School            | [ 27 ]         |
| 23.11.2024 | 9:00           | Edinburgh University       | 1:3 (23:25, 25:15, 20:25, 23:25)        | Glasgow Mets               | James Gillespie's High School      | [ 28 ]         |
| 11.01.2025 | 13:30          | South Ayrshire             | 1:3 (18:25, 25:7, 19:25, 22:25)         | NUVOC                      | Prestwick Academy                  | [ 29 ]         |
| 7. KOLEJKA |                |                            |                                         |                            |                                    |                |
| 30.11.2024 | 12:00          | City of Glasgow Ragazzi    | 3:0 (25:17, 25:21, 25:13)               | City of Edinburgh          | Coatbridge High School             | [ 30 ]         |
| 30.11.2024 | 12:00          | Volleyball Aberdeen Vortex | 1:3 (27:25, 21:25, 21:25, 24:26)        | Edinburgh Jets Bears       | Aberdeen Grammar School            | [ 31 ]         |
| 30.11.2024 | 12:30          | Edinburgh University       | 3:1 (29:27, 25:20, 18:25, 25:18)        | South Ayrshire             | St Leonard's Land                  | [ 32 ]         |
| 30.11.2024 | 12:15          | NUVOC                      | 3:1 (25:22, 23:25, 25:19, 25:22)        | Glasgow Mets               | Liberton High School               | [ 33 ]         |
| 8. KOLEJKA |                |                            |                                         |                            |                                    |                |
| 14.12.2024 | 9:45           | NUVOC                      | 1:3 (22:25, 24:26, 29:27, 20:25)        | City of Glasgow Ragazzi    | Liberton High School               | [ 34 ]         |
| 14.12.2024 | 14:15          | Glasgow Mets               | 3:1 (25:19, 15:25, 25:19, 25:17)        | City of Edinburgh          | ARC Health and Wellbeing           | [ 35 ]         |
| 14.12.2025 | 11:30          | Edinburgh University       | 3:1 (23:25, 25:19, 25:18, 25:22)        | Volleyball Aberdeen Vortex | Pleasance Sports Complex           | [ 36 ]         |
| 14.12.2025 | 13:00          | South Ayrshire             | 3:2 (25:16, 25:18, 21:25, 25:27, 15:12) | Edinburgh Jets Bears       | Prestwick Academy                  | [ 37 ]         |
| 9. KOLEJKA |                |                            |                                         |                            |                                    |                |
| 18.01.2025 | 12:00          | City of Glasgow Ragazzi    | 3:1 (25:18, 25:18, 14:25, 25:19)        | Glasgow Mets               | Coatbridge High School             | [ 38 ]         |
| 18.01.2025 | 12:00          | City of Edinburgh          | 3:2 (20:25, 25:19, 19:25, 25:11, 15:11) | NUVOC                      | Queensferry High School            | [ 39 ]         |
| 18.01.2025 | 12:00          | Volleyball Aberdeen Vortex | 0:3 (22:25, 25:27, 23:25)               | South Ayrshire             | Aberdeen Grammar School            | [ 40 ]         |
| 18.01.2025 | 12:00          | Edinburgh Jets Bears       | 3:2 (25:18, 24:26, 22:25, 25:18, 15:9)  | Edinburgh University       | Edinburgh College – Granton Campus | [ 41 ]         |
| 10. KOLEJKA |                |                            |                                         |                            |                                    |                |
| 25.01.2025 | 10:00          | Edinburgh Jets Bears       | 0:3 (16:25, 23:25, 17:25)               | City of Glasgow Ragazzi    | Edinburgh College – Granton Campus | [ 42 ]         |
| 25.01.2025 | 10:45          | Volleyball Aberdeen Vortex | 1:3 (26:24, 20:25, 21:25, 17:25)        | City of Edinburgh          | Aberdeen Grammar School            | [ 43 ]         |
| 25.01.2025 | 14:45          | Glasgow Mets               | 0:3 (16:25, 18:25, 23:25)               | Edinburgh University       | ARC Health and Wellbeing           | [ 44 ]         |
| 1.03.2025 | 10:30          | NUVOC                      | 3:0 (25:23, 25:17, 25:22)               | South Ayrshire             | Liberton High School               | [ 45 ]         |
| 11. KOLEJKA |                |                            |                                         |                            |                                    |                |
| 1.02.2025 | 10:00          | City of Glasgow Ragazzi    | 3:1 (25:27, 25:17, 25:18, 29:27)        | Edinburgh University       | Coatbridge High School             | [ 46 ]         |
| 1.02.2025 | 12:00          | City of Edinburgh          | 3:0 (25:17, 25:21, 25:16)               | South Ayrshire             | Queensferry High School            | [ 47 ]         |
| 1.02.2025 | 14:30          | NUVOC                      | 3:0 (25:21, 25:15, 25:18)               | Volleyball Aberdeen Vortex | Liberton High School               | [ 48 ]         |
| 1.02.2025 | 12:00          | Edinburgh Jets Bears       | 3:2 (26:24, 25:14, 21:25, 20:25, 15:9)  | Glasgow Mets               | Edinburgh College – Granton Campus | [ 49 ]         |
| 12. KOLEJKA |                |                            |                                         |                            |                                    |                |
| 15.02.2025 | 13:00          | South Ayrshire             | 2:3 (21:25, 25:21, 20:25, 25:23, 13:15) | City of Glasgow Ragazzi    | Prestwick Academy                  | [ 50 ]         |
| 15.02.2025 | 11:00          | Edinburgh University       | 3:2 (25:18, 16:25, 26:24, 17:25, 15:13) | City of Edinburgh          | St Augustine's High School         | [ 51 ]         |
| 15.02.2025 | 14:15          | Glasgow Mets               | 3:1 (25:22, 25:19, 21:25, 25:19)        | Volleyball Aberdeen Vortex | ARC Health and Wellbeing           | [ 52 ]         |
| 15.02.2025 | 11:45          | NUVOC                      | 2:3 (25:23, 23:25, 26:28, 25:19, 10:15) | Edinburgh Jets Bears       | Liberton High School               | [ 53 ]         |
| 13. KOLEJKA |                |                            |                                         |                            |                                    |                |
| 8.03.2025 | 14:00          | City of Glasgow Ragazzi    | 3:0 (25:14, 25:23, 25:19)               | Volleyball Aberdeen Vortex | Coatbridge High School             | [ 54 ]         |
| 8.03.2025 | 12:00          | City of Edinburgh          | 3:1 (25:21, 25:15, 26:28, 25:20)        | Edinburgh Jets Bears       | Queensferry High School            | [ 55 ]         |
| 7.03.2025 | 19:20          | Edinburgh University       | 0:3 (23:25, 11:25, 20:25)               | NUVOC                      | James Gillespie's High School      | [ 56 ]         |
| 8.03.2025 | 9:45           | South Ayrshire             | 3:0 (25:23, 25:22, 25:19)               | Glasgow Mets               | Prestwick Academy                  | [ 57 ]         |
| 14. KOLEJKA |                |                            |                                         |                            |                                    |                |
| 21.03.2025 | 19:15          | City of Edinburgh          | 1:3 (25:18, 21:25, 22:25, 12:25)        | City of Glasgow Ragazzi    | Queensferry High School            | [ 58 ]         |
| 22.03.2025 | 10:00          | Edinburgh Jets Bears       | 3:2 (22:25, 15:25, 25:17, 25:20, 21:19) | Volleyball Aberdeen Vortex | Edinburgh College – Granton Campus | [ 59 ]         |
| 22.03.2025 | 13:00          | South Ayrshire             | 0:3 (22:25, 17:25, 17:25)               | Edinburgh University       | Prestwick Academy                  | [ 60 ]         |
| 22.03.2025 | 14:45          | Glasgow Mets               | 0:3 (22:25, 20:25, 18:25)               | NUVOC                      | ARC Health and Wellbeing           | [ 61 ]         |
| Godziny do 27 października 2024 roku podane są według strefy czasowej UTC+1, a od 27 października 2024 roku według strefy czasowej UTC±0. Źródło: |                |                            |                                         |                            |                                    |                |

### Tabela
| Lp.                                                  | Drużyna                    | Pkt | Mecze | Mecze | Mecze | Rodzaj wyniku | Rodzaj wyniku | Rodzaj wyniku | Rodzaj wyniku | Rodzaj wyniku | Rodzaj wyniku | Sety | Sety | Sety  | Małe punkty | Małe punkty | Małe punkty |
| Lp.                                                  | Drużyna                    | Pkt | M     | W     | P     | 3:0           | 3:1           | 3:2           | 2:3           | 1:3           | 0:3           | wyg. | prz. | stos. | zdob.       | str.        | stos.       |
| ---------------------------------------------------- | -------------------------- | --- | ----- | ----- | ----- | ------------- | ------------- | ------------- | ------------- | ------------- | ------------- | ---- | ---- | ----- | ----------- | ----------- | ----------- |
| 1                                                    | City of Glasgow Ragazzi    | 41  | 14    | 14    | 0     | 6             | 7             | 1             | 0             | 0             | 0             | 42   | 9    | 4.67  | 1238        | 1006        | 1.23        |
| 2                                                    | City of Edinburgh          | 28  | 14    | 10    | 4     | 2             | 5             | 3             | 1             | 2             | 1             | 34   | 23   | 1.48  | 1292        | 1196        | 1.08        |
| 3                                                    | NUVOC                      | 25  | 14    | 8     | 6     | 5             | 2             | 1             | 2             | 3             | 1             | 31   | 22   | 1.41  | 1209        | 1166        | 1.04        |
| 4                                                    | Edinburgh Jets Bears       | 22  | 14    | 8     | 6     | 1             | 2             | 5             | 3             | 2             | 1             | 32   | 30   | 1.07  | 1354        | 1346        | 1.01        |
| 5                                                    | Edinburgh University       | 22  | 14    | 7     | 7     | 3             | 2             | 2             | 3             | 2             | 2             | 29   | 27   | 1.07  | 1208        | 1233        | 0.98        |
| 6                                                    | Glasgow Mets               | 16  | 14    | 5     | 9     | 0             | 4             | 1             | 2             | 3             | 4             | 22   | 33   | 0.67  | 1156        | 1221        | 0.95        |
| 7                                                    | South Ayrshire             | 11  | 14    | 4     | 10    | 2             | 0             | 2             | 1             | 5             | 4             | 19   | 34   | 0.56  | 1117        | 1196        | 0.93        |
| 8                                                    | Volleyball Aberdeen Vortex | 3   | 14    | 0     | 14    | 0             | 0             | 0             | 3             | 5             | 6             | 11   | 42   | 0.26  | 1053        | 1263        | 0.83        |
| Legenda: faza play-off baraże spadek do Division One |                            |     |       |       |       |               |               |               |               |               |               |      |      |       |             |             |             |

Źródło: 
Punktacja: 3:0 i 3:1 – 3 pkt; 3:2 – 2 pkt; 2:3 – 1 pkt; 1:3 i 0:3 – 0 pkt
Zasady ustalania kolejności: zob. sekcję powyżej

## Faza play-off
Godziny według strefy czasowej UTC+1.

### Drabinka
|  |           |                         |                      |                      |           |                   |     |        |                         |        |        |        |
|  | Półfinały | Półfinały               | Półfinały            | Półfinały            | Półfinały |                   |     | Finały | Finały                  | Finały | Finały | Finały |
|  | Półfinały | Półfinały               | Półfinały            | Półfinały            | Półfinały |                   |     | Finały | Finały                  | Finały | Finały | Finały |
|  |           |                         |                      |                      |           |                   |     |        |                         |        |        |        |
|  |           |                         |                      |                      |           |                   |     |        |                         |        |        |        |
|  | 1         | City of Glasgow Ragazzi | 3                    | 3                    | [5]       |                   |     |        |                         |        |        |        |
|  | 1         | City of Glasgow Ragazzi | 3                    | 3                    | [5]       |                   |     |        |                         |        |        |        |
|  | 4         | Edinburgh Jets Bears    | 1                    | 2                    | [1]       |                   |     |        |                         |        |        |        |
|  | 4         | Edinburgh Jets Bears    | 1                    | 2                    | [1]       |                   |     | 1      | City of Glasgow Ragazzi | 3      | 3      | [6]    |
|  |           |                         |                      |                      |           |                   |     | 1      | City of Glasgow Ragazzi | 3      | 3      | [6]    |
|  |           |                         | 3                    | NUVOC                | 0         | 0                 | [0] |        |                         |        |        |        |
|  | 2         | City of Edinburgh       | 3                    | NUVOC                | 0         | 0                 | [0] | 2      | 2                       | [2]    |        |        |
|  | 2         | City of Edinburgh       |                      |                      |           |                   |     |        |                         | [2]    |        |        |
|  | 3         | NUVOC                   | 3                    | 3                    | [4]       |                   |     |        |                         |        |        |        |
|  | 3         | NUVOC                   | 3                    | 3                    | [4]       | Mecz o 3. miejsce |     |        |                         |        |        |        |
|  |           |                         |                      |                      |           |                   |     |        |                         |        |        |        |
|  |           |                         |                      |                      |           |                   |     |        |                         |        |        |        |
|  |           |                         |                      |                      |           |                   |     |        |                         |        |        |        |
|  | 2         | City of Edinburgh       | City of Edinburgh    | City of Edinburgh    | —         |                   |     |        |                         |        |        |        |
|  | 2         | City of Edinburgh       | City of Edinburgh    | City of Edinburgh    | —         |                   |     |        |                         |        |        |        |
|  | 4         | Edinburgh Jets Bears    | Edinburgh Jets Bears | Edinburgh Jets Bears | —         |                   |     |        |                         |        |        |        |
|  | 4         | Edinburgh Jets Bears    | Edinburgh Jets Bears | Edinburgh Jets Bears | —         |                   |     |        |                         |        |        |        |

Uwagi: W nawiasach kwadratowych jest podana liczba punktów zdobyta przez daną drużynę w dwumeczu.

### Półfinały
Format: dwumecz z ewentualnym złotym setem
Punktacja: 3:0 i 3:1 – 3 pkt; 3:2 – 2 pkt; 2:3 – 1 pkt; 1:3 i 0:3 – 0 pkt
| Data                        | Godz.                       | Gospodarz                   | Rezultat                                | Gość                     | Hala sportowa                      | *                        |
| --------------------------- | --------------------------- | --------------------------- | --------------------------------------- | ------------------------ | ---------------------------------- | ------------------------ |
| City of Glasgow Ragazzi (1) | City of Glasgow Ragazzi (1) | City of Glasgow Ragazzi (1) | 5 – 1                                   | (4) Edinburgh Jets Bears | (4) Edinburgh Jets Bears           | (4) Edinburgh Jets Bears |
| 12.04.2025                  | 12:30                       | Edinburgh Jets Bears        | 1:3 (14:25, 25:23, 23:25, 22:25)        | City of Glasgow Ragazzi  | Edinburgh College – Granton Campus | [ 62 ]                   |
| 13.04.2025                  | 10:00                       | City of Glasgow Ragazzi     | 3:2 (21:25, 25:23, 25:19, 18:25, 17:15) | Edinburgh Jets Bears     | Coatbridge High School             | [ 63 ]                   |
| City of Edinburgh (2)       | City of Edinburgh (2)       | City of Edinburgh (2)       | 2 – 4                                   | (3) NUVOC                | (3) NUVOC                          | (3) NUVOC                |
| 12.04.2025                  | 12:00                       | City of Edinburgh           | 2:3 (24:26, 25:16, 12:25, 25:21, 12:15) | NUVOC                    | Queensferry High School            | [ 64 ]                   |
| 13.04.2025                  | 12:40                       | NUVOC                       | 3:2 (16:25, 15:25, 25:21, 25:17, 15:9)  | City of Edinburgh        | Forrester High School              | [ 64 ]                   |
| Źródło:                     |                             |                             |                                         |                          |                                    |                          |

### Mecz o 3. miejsce
Format: jeden mecz
| Data       | Godz. | Gospodarz         | Rezultat       | Gość                 | Hala sportowa           | *      |
| ---------- | ----- | ----------------- | -------------- | -------------------- | ----------------------- | ------ |
| 26.04.2025 | 12:00 | City of Edinburgh | mecz przerwany | Edinburgh Jets Bears | Queensferry High School | [ 67 ] |
| Źródło:    |       |                   |                |                      |                         |        |

Mecz został przerwany po pierwszym secie ze względów bezpieczeństwa. Obie drużyny zajęły ex aequo 3. miejsce.

### Finały
Format: dwumecz z ewentualnym złotym setem
Punktacja: 3:0 i 3:1 – 3 pkt; 3:2 – 2 pkt; 2:3 – 1 pkt; 1:3 i 0:3 – 0 pkt
| Data                        | Godz.                       | Gospodarz                   | Rezultat                  | Gość      | Hala sportowa          | *         |
| --------------------------- | --------------------------- | --------------------------- | ------------------------- | --------- | ---------------------- | --------- |
| City of Glasgow Ragazzi (1) | City of Glasgow Ragazzi (1) | City of Glasgow Ragazzi (1) | 6 – 0                     | (3) NUVOC | (3) NUVOC              | (3) NUVOC |
| 26.04.2025                  | 12:00                       | City of Glasgow Ragazzi     | 3:0 (25:16, 25:13, 26:24) | NUVOC     | Coatbridge High School | [ 70 ]    |
| 3.05.2025                   | 10:30                       | City of Glasgow Ragazzi     | 3:0 (25:20, 27:25, 26:24) | NUVOC     | Stevenson Building     | [ 70 ]    |
| Źródło:                     |                             |                             |                           |           |                        |           |

## Klasyfikacja końcowa
| Poz. | Drużyna                    | Uwagi                              |
| 1.   | City of Glasgow Ragazzi    | prawo udziału w el. Ligi Mistrzów  |
| 2.   | NUVOC                      | prawo udziału w Pucharze Challenge |
| 3.   | City of Edinburgh          |                                    |
| 3.   | Edinburgh Jets Bears       |                                    |
| 5.   | Edinburgh University       |                                    |
| 6.   | Glasgow Mets               |                                    |
| 7.   | South Ayrshire             | baraże                             |
| 8.   | Volleyball Aberdeen Vortex | spadek do Division One             |

## Baraże
Format: jeden mecz
| Data       | Godz. | Gospodarz      | Rezultat                  | Gość   | Hala sportowa     | *      |
| ---------- | ----- | -------------- | ------------------------- | ------ | ----------------- | ------ |
| 26.04.2025 | 13:00 | South Ayrshire | 3:0 (27:25, 25:16, 25:13) | Lenzie | Prestwick Academy | [ 72 ] |
| Źródło:    |       |                |                           |        |                   |        |